# 루터 성경

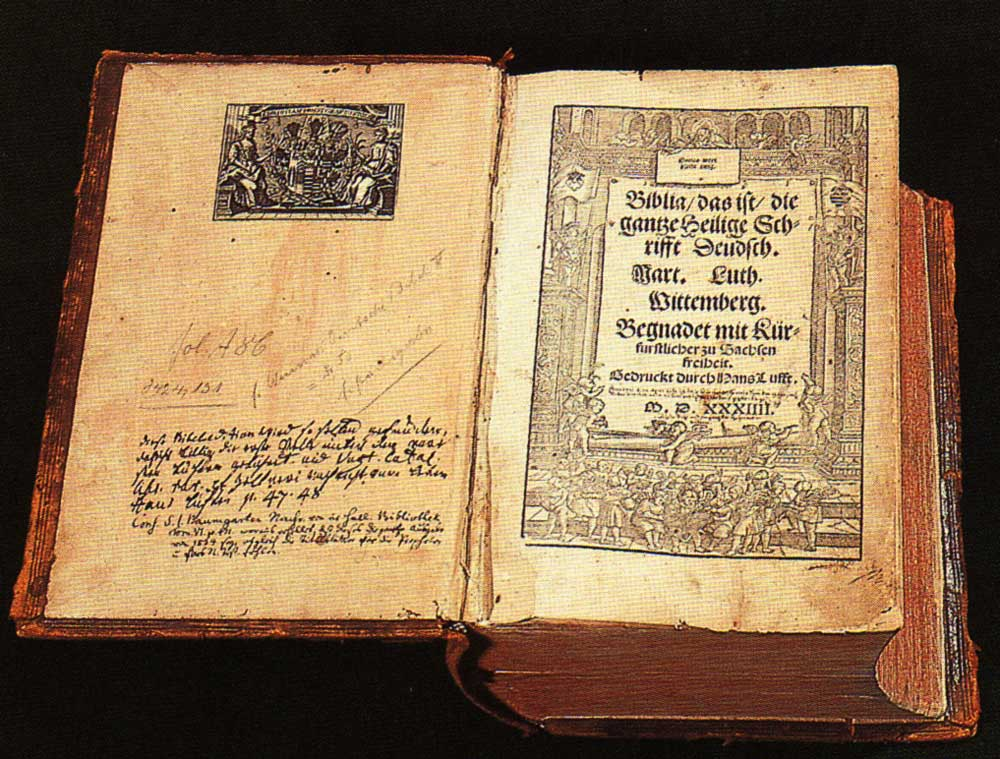

루터 성경(독일어: Lutherbibel)은 마르틴 루터가 쓴 히브리어 및 코이네 그리스어에서 온 구약 성경과 신약 성경의 독일어 번역이다. 먼저 루터는 혼자의 힘으로 신약성서를 번역했는데 구약성서를 번역할 때는 카스파르 아퀼라 등 여러 전문가로부터 조언을 받았다. 신약성서의 번역에서는 특히 불가타의 영향이 강하게 느껴진다. 번역에 관한 서한에서 루터는 자신의 번역 원칙에 대한 해명을 하고 있다.(당시 독자의) 유려한 번역에 뜻을 둔 한편, 성경의 문면이 특별히 깊은 의미를 나타내고 있는 것처럼 보이는 부분에서는 모두 직역이 이루어졌다는 것이다.
루터는 그 죽음에 이르기까지 스스로 역본을 개고하고, 또 각각의 판에 서문을 붙였다.루터가 죽은 뒤 루터 성경의 텍스트는 출판사의 자의에 맡겨졌다.이것은 무엇보다도 맞춤법에 대한 문제지만, 그것만은 아니었다. 19세기 후반에 이르러서야 텍스트는 통일을 경험하게 되었다. 갈수록 루터의 분명한 오역이 눈에 띄게 된 것이다. 오역은 루터가 고전 고대세계나 고대 오리엔트 세계에 대해 전문지식이 부족했기 때문이었다(예를 들어 토끼, 유니콘, 회양목 등 동물학적, 식물학적으로 서양에 일반적이지 않은 것).그러나 특히 중요한 것은 텍스트의 기초가 완전히 바뀌었다는 점이다. 루터는 이른바 텍스투스 레셉투스를 바탕으로 번역을 하고 있었다.이는 비잔틴 제국 시대에 통일된 것으로 매우 보편화된 신약성서의 텍스트였다.이것에 대해서, 본문비평에 의해서 보다 구시대부터의 다수의 파피루스 단편이 집적, 평가되었던 것이다.이들은 부분적으로는 다른 텍스트를 제시하는 것이었다. 결정적이고 학문적인 신약성서의 텍스트인 노붐 테스타멘툼 그라이케에는 이들 파피루스 단편을 참조하여 기초된 고대 사본에는 전혀 의의가 없는 혼합물들이 포함되어 있다.그럼에도 불구하고 본문비평을 완전히 거절하고 전승 텍스트의 문면을 영감 있게 여기는 그룹들도 존재한다.
1975년의 수정에서는 이 문제에 대해서는 더 이상 언급하지 않고, 대신 루터성서를 현대어의 관용에 접근시키는 것이 도모되었다.예를 들어 '빛을 셰펠 아래 두지 않는다/새 공동역:등불 켜고 되 아래 두는 자 없다'(마태 5.15)는 속담적인 말은 삭제됐다.곡물 계량기로서의 셰펠(큰 통)은 이미 알려져 있지 않기 때문이다.대체적으로 아이머(버킷)가 사용되면서 1975년 번역은 아이머 성경(버킷 성경)의 이름을 갖게 됐다. 그러나 1975년판 텍스트는 크리스마스의 삽화 부분에서 많은 독자가 암기할 정도로 애호하던 문면에 개입되어 버렸기 때문에 최종판으로 성공하지 못했다.이 사연은 동시에 왜 1984년 수정이 그토록 성공했는지도 일러 준다.1984년 판은 잘 알려지지 않은 부분에서는 학문적 엄밀함을 추구하여 루터의 문면에서 벗어나 장식과잉 구문을 해소하고 있지만 크리스마스 삽화, 기타 애호되어 온 텍스트는 일절 손을 대지 않고 있다.

## 문헌 목록
- Die Luther-Bibel von 1534. Kolorierte Faksimileausgabe, 2 Bände und Begleitband (v. Stephan Füssel), Taschen Verlag, 2002 (Rezension und einige schöne Auszüge) 보관됨 2018-05-31 - 웨이백 머신
- Biblia Germanica. Luther-Übersetzung 1545, Ausgabe letzter Hand. Faksimilierte Handausgabe nach dem im Besitz der Deutschen Bibelgesellschaft befindlichen Originaldruck; einspaltig. Mit zahlreichen Initialen und Holzschnitten des Meisters MS, an deren Gestaltung Luther selbst mitgewirkt hat. Deutsche Bibelgesellschaft, 1967. ISBN 3-438-05501-5
- Die Luther-Bibel. Originalausgabe 1545 und revidierte Fassung 1912 (CD-ROM), Digitale Bibliothek 29, Berlin 2002, ISBN 3-89853-129-5 (Es handelt sich um Luthers frühneuhochdeutschen Text.)
- Siegfried Meurer im Auftrag der Dt. Bibelgesellschaft (Hrsg.): Die Bibel in der Welt. Band 21: Die neue Lutherbibel. Beiträge zum revidierten Text 1984. Stuttgart 1985.